# Harmincz István
Harmincz István (Gyón, 1928. december 25. – Budapest, 1957. október 25.) magyar ipari munkás. Az 1956-os forradalom leverését követő konszolidációs időszakban, a Pest megyei Gyón községben a politikai hatalom egyik képviselője ellen elkövetett erőszakos cselekménynek lett egyik részese, ami miatt halálra ítélték és kivégezték. 

## Élete
1928. december 25-én született a Pest megyei Gyónon, apja fegyőr, karrierje csúcsán osztályvezető volt. A családfő azt akarta, hogy a fiú szakmát tanuljon, így előbb villanyszerelő-, majd kovácstanoncnak szegődtette, de tanulmányait mindkét ízben félbehagyta, helyette a család 12 holdas kisbirtokán kezdett dolgozni. 21 évesen a fővárosba költözött, ahol mint segédmunkás, a Kispesti Textilműveknél helyezkedett el. 1951 és 1953 között sorkatonai szolgálatot teljesített, ahonnan szakaszvezetői rendfokozatban szerelt le. Ezt követően hazaköltözött Gyónra, ahol alkalmi munkákból élt, illetve meg is nősült; házassága gyermektelen maradt.
Miután az 1956-os forradalom kitörésének híre Gyónt is elérte, Harmincz a helyi események egyik kezdeményezője és azok aktív résztvevője lett. Miután az október 28-i népgyűlésen megalakult a községi nemzeti bizottság és a nemzetőrség helyi szervezete, csatlakozott az utóbbihoz, és annak tagjaként a következő napokban több régi funkcionárius, ÁVH-s tiszt lefegyverzésében vett részt.
December 10-én délelőtt három fős járási küldöttség érkezett Gyónra, hogy kézbesítse a még ekkor (több mint egy hónappal a pesti forradalom leverése után) is hivatalban lévő Nemzeti Bizottság számára a feloszlatását elrendelő felsőbb határozatot. A küldöttséget Biksza Miklós, az MSZMP járási titkára vezette, akit már ismerhetett a helyiek egy része: egy hónappal korábban ő végezte (szovjet katonai erők élén) a helyi nemzetőrség lefegyverzését is. A községházán való megjelenése azért is indulatokat válthatott ki az azt észlelő helyiek körében, mert a megelőző időszakban sok gyónit ért sérelem földjeiknek a táborfalvi katonai lőtér bővítése miatti kisajátításával, és ennek okán érthető módon haragudhattak az elnyomó hatalmat megtestesítő állampártra, illetve annak képviselőjére.
A fennmaradt adatok alapján Biksza és a helyi vezetők tárgyalása ettől függetlenül békésen indult, a Nemzeti Bizottság vezetői aláírásukkal igazolták is a kikézbesített rendelkezés átvételét, illetve tudomásul vételét. Időközben azonban kívülállók is megjelentek az épületnél, majd ott tisztázatlan okból szóváltás alakult ki köztük és a járási funkcionárius között. Harmincz is a zúgolódók között volt, és miután Biksza kirontott a tanácsteremből, ő – állítólag az egyik ablakon kiugorva – kerékpáron követni (a későbbi megtorlás értelmezése szerint üldözni) kezdte a férfit. Utóbbi végül, több saroknyira a községházától ráfogta a pisztolyát Harminczra és közvetlen közelről mellkason lőtte.
Harmincz súlyos sérülést szenvedett – a lövedék az egyik bordáját is átszakította –, így azt feltehetőleg már csak a kecskeméti katonai kórházban zajló ápolása során tudta meg, hogy Bikszát az őrá leadott lövés eldördülését követően néhány helyi lakos leteperte és egyikük agyonlőtte. Kórházi, majd otthoni lábadozása után ezért 1957. április 5-én önként jelentkezett a rendőrségen, hogy tisztázza magát. Ott azonban egyből letartóztatták és bár Biksza halála miatt akkor már több más büntetőeljárás is folyt, vele szemben is eljárást indítottak.
A Pest Megyei Bíróság Major Miklósné vezette népbírósági tanácsa már első fokon, 1957. augusztus 8-án életfogytiglani börtönbüntetéssel sújtotta, a népi demokratikus államrend megdöntésére irányuló mozgalom vezetésének bűntette, valamint tettesi minőségben elkövetett gyilkosság bűntette miatt. Büntetését a Legfelsőbb Bíróság népbírósági tanácsa másodfokon halálbüntetésre súlyosbította; kivégzése 1957. október 25-én történt meg.
A példátlanul súlyos ítélkezés ebben az esetben nem volt egyedülálló: a Biksza halálával összefüggésben megindított, nem kevesebb, mint négy büntetőeljárásban további négy halálos ítéletet szabtak ki, és hármat végre is hajtottak (egy halálraítéltnek külföldre szökve sikerült megúsznia a büntetést). A szigor oka főként az lehetett, hogy Biksza az egész országban a legmagasabb beosztású pártvezető volt, aki a forradalom utáni „rendteremtés” időszakában halt erőszakos halált, a tettesek – illetve ha azok nincsenek meg, akkor a falut a forradalom idején irányítók – könyörtelen megbüntetését pedig egy 1957 februári szónoklatában maga Kádár János, az új rendszer első számú vezetője sürgette.
Harmincz István földi maradványait a rendszerváltás után, 1989-ben exhumálták és újratemették az Új köztemetőben; azonosítását nagy mértékben megkönnyítette a Biksza által átlőtt bordacsontja. Családja önálló síremléket emelt a 301-es parcella 15. sorában; sírhelye a Nemzeti Emlékhely és Kegyeleti Bizottság döntése alapján a Nemzeti sírkert része lett.

## Emlékezete
- 1993. október 23. óta közös emlékmű örökíti meg a négy gyóni ötvenhatos kivégzett nevét, a településrész központjában.

## Érdekességek
- Személyéhez, pontosabban személynevéhez kapcsolódó érdekesség, hogy a Biksza Miklós halála kapcsán meghurcolt, sőt megvádolt és elítélt gyóniak között szerepelt egy másik Harmincz István is. Bár kettejük között nem volt (közeli) rokoni kapcsolat, miután utóbbi fiatalabb volt a később kivégzésre ítélt névrokonánál, az eljárások irataiban őt jellemzően ifjabb Harmincz Istvánként szerepeltették. [Ifjabb Harminczot mint 56-os nemzetőrt, végrehajtandó szabadságvesztésre ítélték, amit letöltött; a rendszerváltás után újból vállalt a faluban kisebb közéleti szerepeket és emlékirataival segítette a történtek emlékezetének megőrződését.]